# Still-Syndrom
Das Still-Syndrom (auch Stillsches Syndrom, Stillsche Erkrankung, Still-Krankheit, Morbus Still und Still’sche Krankheit genannt) oder die juvenile rheumatoide Arthritis ist eine autoinflammatorische Systemerkrankung unbekannter Ätiologie und Pathogenese, die meist Kinder, aber auch Jugendliche und Erwachsene betreffen kann. Es handelt sich um eine schwere systemische Verlaufsform der Polyarthritis. Bei Kindern und Jugendlichen wird von der systemischen juvenilen idiopathischen Arthritis (SJIA) gesprochen. Die genaue Inzidenz ist unbekannt, liegt aber laut Schätzungen weltweit bei 0,4 bis 0,9 pro 100.000 und Jahr. Das Krankheitsbild des Morbus Still, welches sich erst im Erwachsenenalter manifestiert, wird als Morbus Still des Erwachsenen (AoSD für englisch Adult-onset Still´s Disease) bezeichnet. AoSD erfüllt die Definition einer seltenen Krankheit, da ihre Prävalenz auf einen Betroffenen pro Million in Europa bis zehn Betroffenen pro Million in Japan geschätzt wird.
Eric Bywaters beschrieb AoSD erstmals in den 1970er Jahren als eine inflammatorische Erkrankung im jungen Erwachsenenalter. Bywaters stellte fest, dass die Erkrankung große Ähnlichkeiten mit der systemischen juvenilen idiopathischen Arthritis aufwies, die zuvor George Still im 19. Jahrhundert bereits beschrieben hatte. In den letzten Jahren vertreten immer mehr Experten die Meinung, dass es sich bei den beiden Krankheitsformen um das gleiche Krankheitsbild handelt, lediglich mit unterschiedlichem Altersbeginn. Das Krankheitsbild als rheumatische Erkrankungsform (bzw. Sonderform der chronischen Polyarthritis) geht mit hohem Fieber über 39 °C, lachsfarbenem flüchtigem Hautausschlag (Still-Exanthemen), Gelenkdestruktionen, Muskelschmerzen, Leukozytose sowie einer Vergrößerung der Lymphknoten einher. Als Ursache der Erkrankung wird eine Überaktivität des angeborenen Immunsystems angesehen.

## Diagnose
Eine frühzeitige Diagnose ist wichtig, um schwere Folgen, z. B. Gelenkzerstörungen, zu vermeiden und mit einer effektiven Therapie beginnen zu können. Vor allem für die Behandlung von SJIA besteht die Hypothese, dass eine frühzeitige wirksame Behandlung während eines Window of Opportunity das langfristige Ergebnis grundlegend beeinflussen und insbesondere das Risiko eines chronischen Gelenkverschleißes verringern kann.
Seltene Erkrankungen wie SJIA und AoSD werden meist durch eine Ausschlussdiagnostik identifiziert. Im ersten Schritt wird vor allem abgeklärt, ob naheliegende Vermutungen für die beobachteten Symptome evtl. die Ursache der Erkrankung darstellen könnten. Dies ist meist ein langwieriger Prozess. Daher sind unterstützende Diagnosekriterien hilfreich.
Die von der ILAR (englisch International League of Associations for Rheumatology) aufgestellten Klassifikationskriterien für die SJIA lauten:
- Fieber für mindestens zwei Wochen (≥ 39 °C für mindestens einmal am Tag mit anschließender Normalisierung auf ≤ 37 °C)
- Arthritis in mindestens einem Gelenk (über sechs Wochen andauernd)
- Mindestens eines der weiteren Symptome:
  - Flüchtiger erythematöser Ausschlag
  - Generalisierte Lymphknotenschwellung
  - Hepatomegalie und/oder Splenomegalie
  - Serositis

Die Initiative PRO-KIND („Projekte zur Klassifikation, Überwachung und Therapie in der Kinderrheumatologie“) der Gesellschaft für Kinder- und Jugendrheumatologie, welche konsensorientierte Strategien zur Harmonisierung der diagnostischen und therapeutischen Ansätze entwickeln möchte, zeigt allerdings, dass bis zu 50 % der mit SJIA diagnostizierten Patienten in Deutschland nicht die Anforderungen der ILAR-Kriterien erfüllen. Dies liegt vor allem am Fehlen einer chronischen Arthritis. Die Ergebnisse deuten darauf hin, dass die chronische Arthritis für die Diagnose und Behandlung von SJIA nicht obligatorisch ist.
Zur Erkennung von AoSD finden die Yamaguchi Klassifikationskriterien Anwendung. Wenn fünf der aufgeführten Kriterien (mindestens zwei davon Hauptkriterien) zu beobachten sind, liegt der Verdacht einer AoSD nahe.
| Hauptkriterien (Major Kriterien)                                       | Nebenkriterien (Minor Kriterien)        |
| ---------------------------------------------------------------------- | --------------------------------------- |
| Fieber über 39 °C, intermittierend, über eine Woche bestehend          | Halsschmerzen                           |
| Arthralgien / Arthritis über einen Zeitraum von mindestens zwei Wochen | Lymphadenopathie und/oder Splenomegalie |
| Erythematöser Ausschlag                                                | Transaminasenerhöhung                   |
| Erhöhte Leukozytenzahl > 10.000/μl                                     | ANA- bzw. RF-Negativität                |

## Therapie
Entzündliche Gelenkveränderungen werden mit nichtsteroidalen Antirheumatika, denen im Kindesalter wegen der Nebenwirkungen von Immunsuppressiva der Vorzug gegeben wird, behandelt, die zugleich fiebersenkend wirken. Azathioprin wurde erfolgreich eingesetzt. Initial werden die meisten Patienten mit Glukokortikoiden behandelt, die jedoch zunehmend (Stand 2019) durch biologische Mittel wie Interleukin-1- und Interleukin-6-Antagonisten im Rahmen einer Treat-to-Target-Strategie abgelöst werden. Vor allem in der zielgerichteten Behandlung der juvenilen Form zeigte der mittels rekombinanter DNA-Technologie hergestellter humaner Interleukin-1-Rezeptorantagonist Anakinra eine hohe Wirksamkeit in der Anwendung als Erstlinien-Medikament in Monotherapie. Diese zielgerichtete Therapie erwies sich als sehr effektiv und führte zu einer frühen und anhaltenden inaktiven Erkrankung bei der Mehrheit der systemischen JIA-Patienten, reduzierte den Femurkopfnekrosen und Wachstumsstörungen beschleunigenden Glukokortikoid-Einsatz stark und verhinderte die Entwicklung langfristiger krankheits- und therapiebedingter Schäden.